# Red Bull Bragantino II
El Red Bull Brasil es un equipo de fútbol de la ciudad de Campinas, estado de São Paulo, Brasil. Es propiedad de Red Bull GmbH. Actualmente se utiliza como el "equipo B" del Red Bull Bragantino y está compuesto por atletas de hasta 23 años.

## Historia
Red Bull Brasil fue fundado el 19 de noviembre de 2007 por la empresa austríaca Red Bull. El equipo utilizaba camiseta blanca con pantalón rojo, igual que el Red Bull Salzburgo de Austria, el RB Leipzig de Alemania y el New York Red Bull de Estados Unidos.
En su primer año ganó el título de la Cuarta División de São Paulo y ascendió a la Serie A3. En el año 2010, fue campeón de la Serie A3 y llegó a la final de la Copa Paulista en su primer año como un equipo elegible para el torneo.
En la temporada 2011, Red Bull Brasil accedió a la Serie A2 de São Paulo, donde resultó quinto de diez en la primera fase y no avanzó. En 2012 fue tercero de 20 en la primera fase, pero quedó eliminado en la segunda fase. El equipo obtuvo el octavo puesto en la primera fase de la temporada 2013 y quedó eliminado en la segunda fase. En 2014, Red Bull Brasil resultó segundo en la Serie A2, por lo que ascendió a la Serie A1 de São Paulo para la temporada 2015. Como dato histórico, venció en dos ocasiones al Santos Futebol Clube, uno de los históricos clubes de Brasil.
A fines de marzo de 2019, se anunció que Red Bull cerró negociaciones para adquirir el Clube Atlético Bragantino. Después de este anuncio, Red Bull Brasil retiró sus operaciones en la conclusión del campeonato estatal integrándose al Bragantino.
En 2020, Red Bull anuncia que Red Bull Brasil retoma actividades jugando el Campeonato Paulista de la Serie A2, aunque esta vez como equipo B del Red Bull Bragantino, cuyo objetivo será surtir al equipo principal de jugadores Sub-23, con los cuales participará del torneo paulista para foguearlos. En el torneo de 2022 perdió la categoría tras quedar en la última posición, descendiendo así al Campeonato Paulista Serie A3 (tercera categoría estatal).

## Palmarés
- Campeonato Paulista Série A3: 1

2010
- Campeonato Paulista Série B: 1

2009
- Campeonato Paulista del Interior: 1

2019

## Entrenadores
- Paulo Sérgio (2008)
- Ricardo Pinto (2008–2009)
- José Luis Fernandes (2009)
- Jair Picerni (2009)
- Márcio Fernandes (2010–2011)
- Luciano Dias (2011–12)
- Argel Fucks (2012–13)
- Mauricio Barbieri (2014–2016)
- Sebastián Ramos (2016–)